# Шухевич Юрій-Богдан Романович

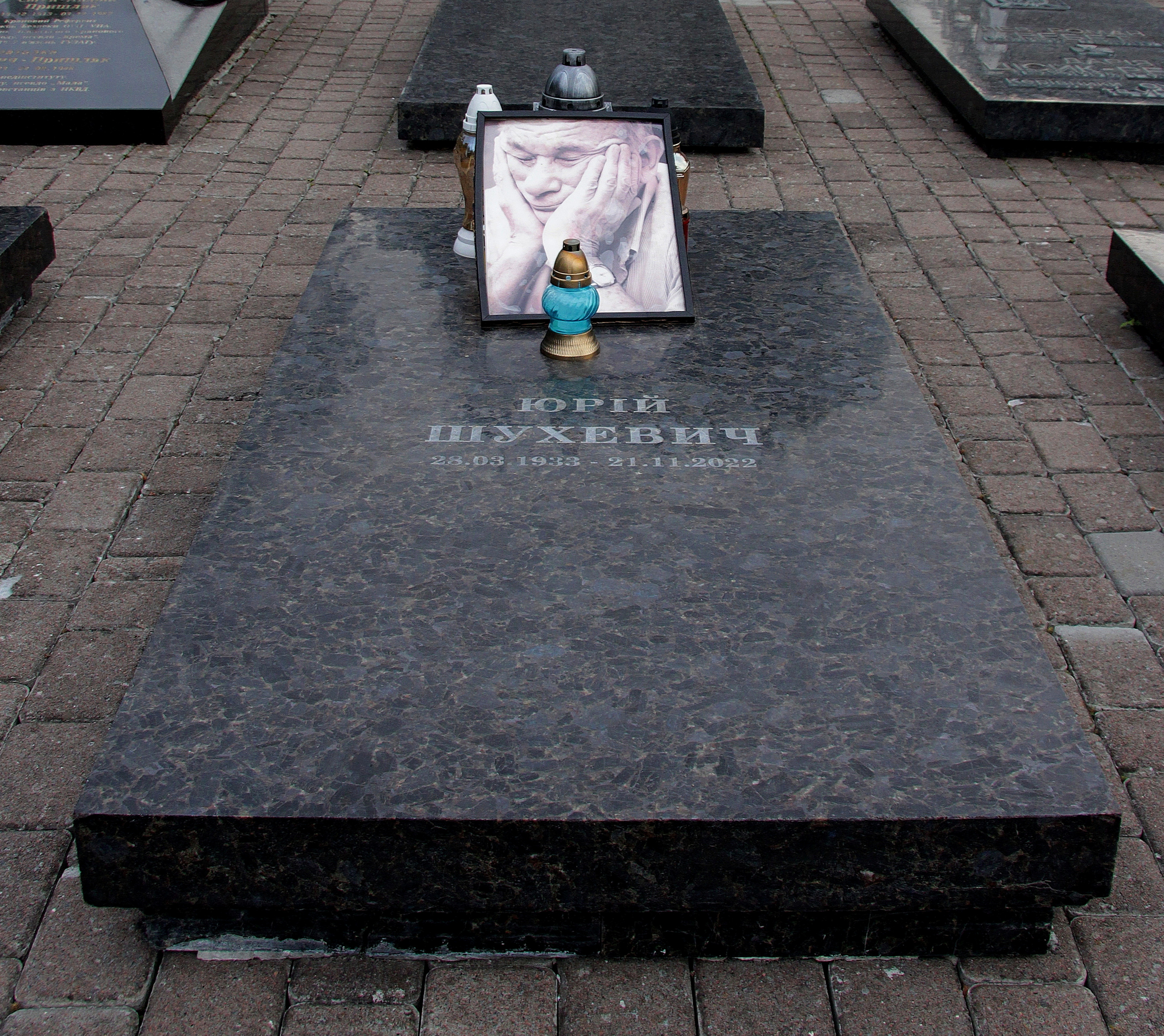
Могила Юрія Шухевича на полі 67 (Поле почесних поховань) Личаківського цвинтаря

Ю́рій-Богдан Рома́нович Шухе́вич (28 березня 1933, Оглядів, нині Шептицький район, Львівська область, Україна — 22 листопада 2022, Мюнхен, Німеччина) — український ультраправий політичний діяч, народний депутат України VIII скликання, член Української Гельсінської групи, довголітній політв'язень (провів 31 рік у радянських в'язницях і таборах та 5 років на засланні). Син генерала УПА Романа Шухевича. Протягом 1990—1994 років був організатором і головою УНА-УНСО. У серпні 2006 року Президент України Віктор Ющенко надав Юрієві Шухевичу звання Героя України.

## Біографія
Юрій Шухевич народився 28 березня 1933 року в українській родині Шухевичів у селі Оглядів, нині в Шептицькому районі Львівської області України (за польським адмінподілом Радехівський повіт, Тернопільське воєводство, Польська Республіка). Серед його предків були етнографи, публіцисти, організатори Львівської «Просвіти», Українського педагогічного товариства «Руської бесіди», «Бояна», Музичного товариства ім. М. Леонтовича, редактори часописів.

### Арешти та заслання
У 1944 році, в 11-річному віці з приходом Червоної армії на західноукраїнські землі був заарештований і разом із матір'ю засланий у Сибір. У 1946 році Юрія відлучили від матері й помістили в дитбудинок для дітей «ворогів народу» на Донбасі. Двічі тікав і добирався додому, де його знову хапали. У 1948 році над 15-річним Юрієм розпочався судовий процес, і з настанням 16-річчя Юрія Шухевича було засуджено радянським режимом (на підставі рішення спеціальної наради ОСО МВС СРСР у Москві) на 10 років у радянській в'язниці у Володимирі винятково за політичну діяльність свого батька — Романа Шухевича.
У 1954 році, відбувши шість років тюремного ув'язнення (якщо не рахувати років дитбудинку), він підпав під дію закону про амністію неповнолітніх, однак знову був заарештований за протестом Генерального Прокурора СРСР: «Ю. Шухевича звільняти не можна, позаяк він син ліквідованого зрадника й посіпаки фашистів Р. Шухевича».
У 1958 році, після закінчення 10-річного терміну ув'язнення, ОСО МВС СРСР повторно засудило на нові 10 років у невільничих таборах суворого режиму на основі «тюремної справи», використавши за «свідків» провокаторів і тюремних наглядачів. Справу Юрія Шухевича вів майор Львівського управління КДБ Євстафій Гальський, більш відомий як автор (під псевдонімом Клим Дмитрук) ідеологічно-пропагандистських робіт, які були спрямовані проти українського визвольного руху та Греко-католицької церкви[джерело?].

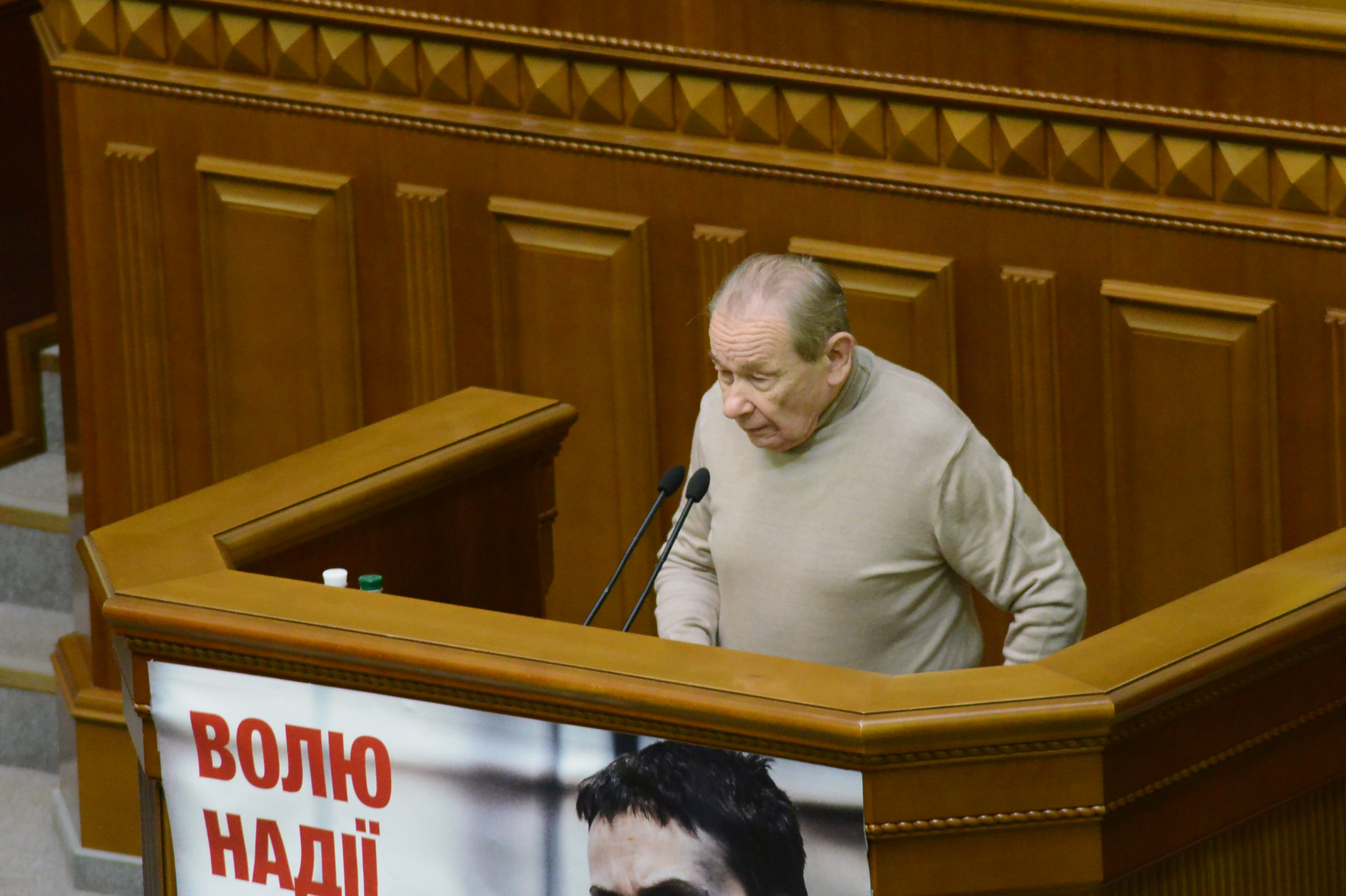
Верховна Рада України, 2015

У серпні 1968 року Шухевич був звільнений і через заборону жити в Україні оселився в Нальчику Кабардино-Балкарської АРСР, де працював електромонтером. У березні 1972 року з посиленням авторитарного режиму в СРСР був заарештований втретє і засуджений на 9 років ув'язнення і 5 років заслання. Після короткочасного перебування в мордовських таборах Шухевич був заарештований в ув'язненні вчетверте і засуджений у 1973 році на 10 років тюремного ув'язнення і 5 років заслання. До 1978 року перебував у Володимирській в'язниці, звідки був спрямований у Чистопільську в'язницю.

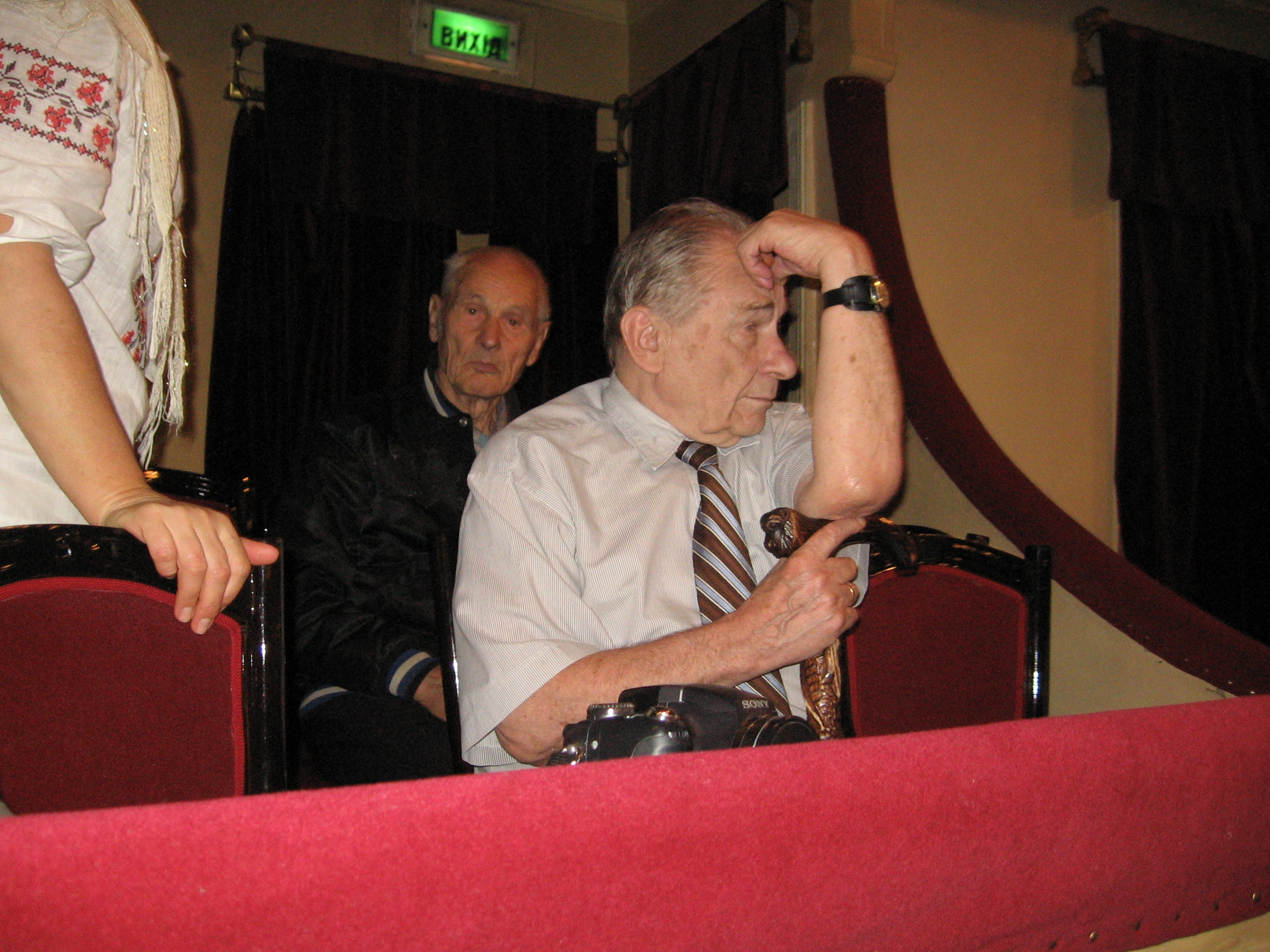
Юрій Шухевич на Всесвітньому Форумі українців-2011

Шухевич брав активну участь у кампаніях за надання ув'язненим статусу політв'язня, домагався права на виїзд з СРСР і став членом Української Гельсінської групи. У березні 1982 року Шухевич був висланий на заслання в Тюменську область.
У 1988 році у віці 55 років закінчився термін заслання до Сибіру. Після повної втрати зору в радянських в'язницях він потрапив до будинку для інвалідів.

### Повернення в Україну
У 1990 році (57 років) отримав дозвіл на повернення в Україну.
Після проголошення Незалежності України в 1991 році Юрій Шухевич на запрошення світових правозахисних організацій та української діаспори відвідав країни Західної Європи, США, Канаду й оселився у Львові.
У грудні 2002 року ініціативною групою розпочалося дослідження біографії Ю. Шухевича та поширення напрацьованих матеріалів у політичному середовищі України. З січня 2003 року ініціативна група вимагала присвоєння Ю. Шухевичу звання Героя України (у липні 2003 року ініціатива була офіційно підтримана Тернопільською обласною радою, рішення № 158 від 02.07.2003)
19 серпня 2006 року Указом Президента України Віктора Ющенка 73-річному Юрію Шухевичу надано звання — Герой України. Юрій Шухевич, як інвалід радянських в'язниць і таборів, проживав у Львові й брав активну участь у громадському житті держави.

### Політична діяльність
Юрій Шухевич був головою політичної партії Українська Національна Асамблея та Головним командиром Української Народної Самооборони (УНА-УНСО) з 2006 по 2014 роки.
№ 5 у списку «Радикальної партії» Олега Ляшка на виборах до ВРУ 26 жовтня 2014 року, обраний народним депутатом України Верховної Ради України VIII скликання, яка почала свою роботу 27 листопада 2014 року. Шухевич увійшов до тимчасової Президії, яка відкрила це перше засідання Верховної Ради України VIII скликання.
Ініціатор і автор «Закону про правовий статус та вшанування пам'яті борців за незалежність України у XX столітті». Після його прийняття ВР України 9 квітня 2015 року, підписання Президентом Петром Порошенком 15 травня 2015 року та публікації 20 травня він набув чинності 21 травня 2015 року. Вояки УПА тепер мають статус борців за незалежність України у ХХ столітті.

### Смерть і похорон
Помер у ніч із 21 на 22 листопада 2022 року у віці 89 років у Мюнхені, де отримував лікування. Був похований 10 грудня на полі почесних поховань № 67 Личаківського цвинтаря у Львові.